# After Hours (Пингвин)
«After Hours» (с англ. — «После работы») — первый эпизод американского мини-сериала в жанре криминальной драмы «Пингвин», основанного на одноимённом персонаже DC Comics и являющего спин-оффом фильма «Бэтмен». Сценарий эпизода написала создательница сериала Лорен ЛеФранк, а режиссёром стал его исполнительный продюсер Крэйг Зобел. Впервые он был показан на канале HBO в США 19 сентября 2024 года, а также был доступен на Max в тот же день.
Действие сериала происходит вскоре после событий фильма. В нем рассказывается о восхождении к власти Освальда «Оза» Кобба / Пингвина (которого вновь играет Колин Фаррелл) в преступном мире Готэм-сити. Оз оказывается в союзе с молодым человеком по имени Виктор (Рензи Фелиз), а также ему приходится иметь дело с Софией Фальконе (Кристин Милиоти), которая хочет получить ответы относительно исчезновения ее брата.
Согласно данным Nielsen Media Research, эпизод посмотрели около 0,242 млн зрителей, а его рейтинг среди взрослых в возрасте 18–49 лет составил 0,06. Эпизод получил положительные отзывы критиков, которые высоко оценили актёрскую игру (особенно Фаррелла и Милиоти), режиссуру, тон, дизайн и грим.

## Сюжет
Спустя неделю после взрыва дамбы в Готэм-сити, город переживает серьёзный всплеск волны преступности, в то время как распространяются слухи, что Альберто Фальконе, сын покойного криминального авторитета Кармайна Фальконе, готов взять на себя управление семейным бизнесом.
Освальд «Оз» Кобб / Пингвин извлекает из заброшенного клуба «Iceberg Lounge» тайник с ценностями Фальконе, включающий в себя компромат и драгоценности, но его ловит Альберто. Оз убеждает его, что они на одной стороне, и они садятся чтобы выпить, а Альберто принимает наркотик «Капли». Альберто озвучивает свой план по восстановлению империи отца, включающий новый препарат, который может заменить «Капли» в качестве основного бизнеса семьи. Когда Оз рассказывает о своей мечте стать уважаемой фигурой в преступном мире, Альберто высмеивает, унижает и оскорбляет его. Импульсивно Оз стреляет в него.
Когда Оз уходит, чтобы избавиться от тела Альберто, он находит банду, пытающуюся снять диски с его машины, и начинает стрелять в них. Все убегают, но один из них, Виктор Агилар, не успевает. Заметив его заикание, Оз щадит и заставляет Виктора возить его по городу по нескольким поручениям. Утром они выбрасывают тело Альберто в неиспользуемую машину на свалке, и Оз снимает с его мизинца кольцо, которое ранее принадлежало Сальваторе Марони, сопернику Кармайна. Он позволяет Вику убедить его, что у него есть потенциал, и начинает нанимать его в качестве своего водителя.
Оз встречается с Джонни Вити, заместителем босса семьи Фальконе. Озу сообщают, что наркоторговля, за которую он ответственен, переместится в другую часть Готэма, и, несмотря на протесты Оза, решение окончательное. Пытаясь спасти своё положение в организации, Оз начинает выдавать план Альберто за свой собственный, но его прерывает прибытие дочери Фальконе, Софии, известной публике как «Палач», серийной убийцы, которая только что вышла из лечебницы Аркхэм. Подразумевается, что Освальд приложил руку к её заключению, донеся на неё Кармайну. Из-за своих подозрений она приглашает Оза на обед в шикарный ресторан и признается, что участвовала в проекте Альберто, и допрашивает его об исчезновении её брата. Оз пытается выскользнуть, утверждая, что он пользовался доверием Альберто, но не был проинформирован об участии Софии в плане. Она, очевидно, не верит ему, но уходит, чтобы продолжить расследование.
Позже он уговаривает Виктора сопровождать его, чтобы навестить свою мать, Фрэнсис, которая страдает от раннего слабоумия. Он признается в убийстве Альберто и пытается заставить её покинуть Готэм-Сити вместе с ним, но его мать упрекает его и убеждает, что убийство Альберто было только первым шагом к его восхождению в преступном мире. Вдохновленный, Оз придумывает собственный план. Он посещает тюрьму Блэкгейт, чтобы поговорить с Салом Марони. Он предлагает быть его двойным агентом и помочь ему разрушить преступную империю Фальконе, но Марони не спешит так легко довериться Озу. Перед тем как уйти, Оз возвращает ему кольцо.
Когда он ехал обратно из Блэкгейта, Оза замечает София, которая бросается в погоню. Он пытается оторваться от её приспешников на улице, но его ловят и сбивают с ног. Его отвозят в особняк Фальконе, где София рассказывает, что схватила Кэлвина (друга Виктора), одного из тех парней, которые пытались украсть диски машины Оза в ночь исчезновения Альберто, и тот даёт на него показания. Оз непреклонно лжёт и парня убивают, но его все равно раздевают и пытают, в то время как София требует знать местонахождение Альберто. Внезапно в сад врезается машина, и София открывает багажник, чтобы найти труп Альберто с отрезанным мизинцем и слово «Расплата», нацарапанное на люке. Оз освобождается и воссоединяется с Виктором. На само деле обнаружение трупа Альберто это дело рук Оза и Виктора, которые подставили Марони, создав видимость что он убил Альберто. Пока Оз и Виктор пьют вместе слаш, Оз повторяет свой план по захвату преступной семьи Фальконе, приглашая Виктора стать частью своего плана, который Виктор принимает.

## Производство

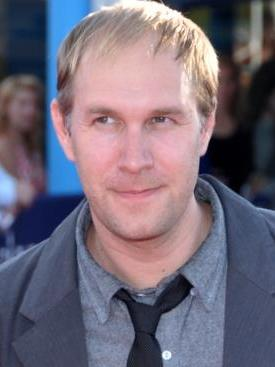
Исполнительный продюсер сериала Крэйг Зобел выступил режиссером эпизода.

Эпизод был написан создателем сериала Лорен ЛеФранк и срежиссирован исполнительным продюсером Крэйгом Зобелом. Участие Зобеля было подтверждено в октябре 2022 года, когда было объявлено, что он будет режиссёром первого эпизода.

### Сценарий
Майкл Зеген объяснил, что смерть его персонажа (сыграл Альберто Фальконе) стала ключевым моментом в сюжетной линии Софии: «Я думаю, это действительно подтолкнуло её к краю и привело к тому, кем она стала. У них были такие близкие отношения, и я чувствую, что он был её опорой, и наоборот, куда она пойдёт дальше? Теперь у неё никого нет».
Персонаж Виктора Агилара был создан, чтобы построить динамику с Озом. Лорен ЛеФранк упомянула сходство между их различными проблемами: «Я хотела, чтобы у них обоих была эта связь, но это не стало чем-то, о чем они постоянно говорят, так же как у многих из нас есть разные проблемы, с которыми мы все боремся, и это не формирует все, кем мы являемся, но это часть этого». Она также добавила: «В нашем приземлённом криминальном мире молодых людей воспитывают и учат быть жестокими в мафии. Это часть этого; это та культура воспитания. И поэтому Оз действительно воспитывает Виктора во многих отношениях, и мне было интересно рассказать такую историю».
В конце ЛеФранк хотела доказать, насколько умным и расчётливым может быть Оз, надеясь, что это покажет, что он был «очень изобретателен в своей жестокости и своих амбициях». Она также не хотела, чтобы серия заканчивалось клиффхэнгером: «Я хотела задать тон для зрителей, чтобы шоу было таким, каким мы хотим его видеть. Такой парень, как Оз, может творить все это невероятное насилие. Эта женщина может пытать его, а потом, в конце дня, он все еще может сидеть и пить слаш и, казалось бы, оставаться невозмутимым. И это делает его очень странным персонажем, и я хотела это продемонстрировать».

### Грим
Майк Марино, гриммёр фильма «Бэтмен», работал и в сериале. Для сцены, где Оз подвергается пыткам, на Фаррелла нанесли весь его грим надели специальный костюм, чтобы он был «анатомически правильным». Фаррелл сказал: «Я чувствовал себя невероятно уязвимым, хотя я был кем угодно, но не голым мужчиной. И это не то, чтобы я думал, что я им являюсь, но это оказало очень странное воздействие на мое эго».

### Музыка
Команда хотела использовать «смущающую» песню для сцены, где Оз сажает Виктора в свою машину после прибытия в поезд метро. Сцена снималась без определённой песни в голове, и позже команда рассматривала много вариантов. Впоследствии они остановились на «9 to 5» Долли Партон, а Крейг Зобель объяснил: «Может быть, у него была эта запись, и, знаете ли, он вырос с большой любовью к Долли Партон. Он не хотел, чтобы Виктор узнал об этом, пока он пытается быть крутым и страшным персонажем. Это был правильный микс, как мне показалось».

## Реакция

### Просмотры
В США "After Hours" посмотрели примерно 0,242 миллиона телезрителей, 0,06 из которых в демографической группе 18–49 лет. Это означает, что 0,06 процента всех семей, имеющих телевизоры, посмотрели этот эпизод.

### Отзывы критиков
«After Hours» получил положительные отзывы критиков. На сайт-агрегаторе рецензий Rotten Tomatoes 100% из 13 рецензий критиков положительные со средней оценкой 8,3/10.
Тайлер Робертсон из IGN дал эпизоду «отличные» 8 из 10 и написал в своем обзоре: «Премьера «Пингвина» воссоздаёт меланхоличную атмосферу «Бэтмена», в то же время вытягивая больше из того, что сделало образ Освальда Кобба, сыгранного Колином Фарреллом, таким захватывающим. И он [сериал] обещает ещё больше развить эти качества. Его бюджет, сопоставимый с телевизионным, заметен, но не умаляет хорошо продуманного вступления к этому закулисному взгляду на семьи мафиози Готэм-сити и восхождение Оза Кобба».
Уильям Хьюз из The A.V. Club дал эпизоду оценку «B» и написал: «Режиссер Крэйг Зобел проделал достаточно хорошую работу по воссозданию базового облика «Бэтмена» — зернистого солнечного света и янтарных уличных фонарей, но само шоу настолько не заинтересовано ни в чем, что связано с исходным материалом, что связь кажется в основном академической. Фаррелл и Милиоти остаются убедительными, но если — как обещает шоу — «Пингвин» на подъеме, мы пока не можем полностью понять эту траекторию». Нейт Ричард из Collider дал эпизоду оценку 9 из 10 и написал: «Этот сериал не просто пытается сделать то же самое, что Ривз сделал с «Бэтменом», и вступительный эпизод доказывает, что «Пингвин» — это не просто ещё одна история о гангстерах».
Энди Андерсен из Vulture дал эпизоду оценку 4 звезды из 5 и написал: «Под внимательным повествовательным руководством шоураннера Лорен ЛеФранк Освальд Кобб, сыгранный Колином Фарреллом в чудовищной (но узнаваемо человеческой) арке «восхождения к власти», которая так же комфортно представлена наряду с каноном криминальной драмы HBO, как и такие злодейские произведения DC, как «Миротворец» или «Харли Квинн». Джош Розенберг из Esquire написал: «Такого рода удачный выход происходит снова и снова на протяжении всего «Пингвина», заставляя вас задаться вопросом, почему кто-то заставляет Оза ковылять. Это хорошо, что они это делают. Он не Йоджимбо, но его способность играть на обеих сторонах и спотыкаться на криминальной лестнице делает телевидение интересным. Неважно, сколько глупых и ужасных выборов сделает Пингвин, у меня есть предчувствие, что мне понравится этот парень».
Джо Джордж из Den of Geek дал эпизоду оценку в 3 звезды из 5 и написал: «С его крупными планами и проблемами предыстории «Пингвин» душит Фаррелла и делает его игру позорной. Когда вас окружают актеры, играющие реалистично, рычание, переваливающиеся шаги и презрительные ухмылки кажутся неуместными, как будто Оз — персонаж комиксов, попавший в реалистичную криминальную драму. Что, конечно же, так и есть». Шон Т. Коллинз из Decider написал: «Вы могли бы провести это время, смотря «Клан Сопрано», «Прослушку», «Подпольную империю», что-то о городской преступности, но не о персонажах, переделанных из детских комиксов, неловко втиснутых в шоу, где людей раздевают догола и режут подмышки рояльной струной. С другой стороны, вы могли бы просто посмотреть историю о персонажах Бэтмена, в которой на самом деле есть Бэтмен — культовый супергерой, который надевает страшный черный костюм и борется с преступлениями, совершенными персонажами Льюиса Кэрролла. Вместо этого у вас есть Пингвин, и это ни рыба, ни мясо».

## Коментарии
1. ↑  Как показано в Бэтмене.